# Australian Rugby League 1997
La Australian Rugby League de 1997 fue la 90.ª edición del torneo de rugby league más importante de Australia.
La temporada siguiente la Super League 1997 y la Australian Rugby League volverían a unirse para formar la National Rugby League.

## Formato
Los clubes se enfrentaron en una fase regular de todos contra todos, los siete equipos mejor ubicados al terminar esta fase clasificaron a la postemporada.
Se otorgaron 2 puntos por el triunfo, 1 por el empate y ninguno por la derrota.

## Desarrollo

### Tabla de posiciones
| Pos. | Equipo                    | Encuentros | Encuentros | Encuentros | Encuentros | Tantos | Tantos | Tantos | Puntos |
| Pos. | Equipo                    | PJ         | PG         | PE         | PP         | F      | C      | Dif    | Puntos |
| ---- | ------------------------- | ---------- | ---------- | ---------- | ---------- | ------ | ------ | ------ | ------ |
| 1    | Manly                     | 22         | 15         | 2          | 5          | 521    | 366    | +155   | 32     |
| 2    | Newcastle                 | 22         | 14         | 1          | 7          | 512    | 320    | +192   | 29     |
| 3    | Parramatta                | 22         | 14         | 1          | 7          | 431    | 359    | +72    | 29     |
| 4    | North Sydney              | 22         | 13         | 1          | 8          | 529    | 341    | +188   | 27     |
| 5    | Sydney City               | 22         | 13         | 1          | 8          | 487    | 366    | +121   | 27     |
| 6    | Illawarra Steelers        | 22         | 10         | 3          | 9          | 423    | 376    | +47    | 23     |
| 7    | Gold Coast Chargers       | 22         | 10         | 1          | 11         | 438    | 466    | −28    | 21     |
| 8    | Balmain                   | 22         | 10         | 0          | 12         | 339    | 340    | −1     | 20     |
| 9    | Western Suburbs           | 22         | 10         | 0          | 12         | 355    | 424    | −69    | 20     |
| 10   | St. George                | 22         | 9          | 1          | 12         | 331    | 392    | −61    | 19     |
| 11   | South Sydney              | 22         | 4          | 1          | 17         | 323    | 630    | −307   | 9      |
| 12   | South Queensland Crushers | 22         | 4          | 0          | 18         | 321    | 630    | −309   | 8      |

|  | Postemporada. |

### Postemporada

#### Clasificatorias Menores
| 5 de septiembre | St. George Dragons | 14 - 25 | Gold Coast Chargers |  |  |

| 6 de septiembre | North Sydney Bears | 21 - 33 | Sydney Roosters |  |  |

| 7 de septiembre | Newcastle Knights | 28 - 20 | Parramatta Eels |  |  |

#### Clasificatorias Mayores
| 12 de septiembre | Sydney Roosters | 32 - 10 | Gold Coast Chargers |  |  |

| 13 de septiembre | Parramatta Eels | 14 - 24 | North Sydney Bears |  |  |

| 14 de septiembre | Manly-Warringah Sea Eagles | 27 - 12 | Newcastle Knights |  |  |

#### Finales Preliminares
| 20 de septiembre | Newcastle Knights | 17 - 12 | North Sydney Bears |  |  |

| 21 de septiembre | Manly-Warringah Sea Eagles | 17 - 16 | Sydney Roosters |  |  |

#### Final
| 28 de septiembre | Manly-Warringah Sea Eagles | 16 - 22 | Newcastle Knights | Sydney Football Stadium, Sídney |  |
|                  |                            |         |                   | Asistencia: 42.482 espectadores |  |

| Bandera de Australia      |
| Campeón Newcastle Knights |
| Primer título             |